# Endiandra monothyra
Endiandra monothyra är en lagerväxtart. Endiandra monothyra ingår i släktet Endiandra och familjen lagerväxter.

## Underarter
Arten delas in i följande underarter:
- E. m. monothyra
- E. m. trichophylla